# Le Cateau-Cambrésis
Le Cateau-Cambrésis – miejscowość i gmina we Francji, w regionie Hauts-de-France, w departamencie Nord.
Według danych na rok 1990 gminę zamieszkiwały 7703 osoby, a gęstość zaludnienia wynosiła 283 osób/km² (wśród 1549 gmin regionu Nord-Pas-de-Calais Le Cateau-Cambrésis plasuje się na 112. miejscu pod względem liczby ludności, natomiast pod względem powierzchni na miejscu 19.).